# Нур ад Дин Али
Нур ад Дин Али (1242—1259) био је други египатски мамелучки султан од 1257. године до своје смрти.

## Биографија
Нур ад Дин Али је син султана Ејбака. Након очеве погибије 1257. године преузима египатски престо. Међутим, био је малолетан, тако да је намесништво вршио ал Музафир Саиф ал Дин Кунтуз. Амбициозан и немилосрдан, Кунтуз је већ две године након доласка на власт убио Нур ад Дина и постао султан.